# Akeem Haynes
Akeem Haynes (ur. 11 marca 1992 w Westmoreland) – kanadyjski lekkoatleta specjalizujący się w biegach sprinterskich.
W 2016 roku zdobył brązowy medal w sztafecie 4 x 100 metrów podczas igrzysk olimpijskich w Rio de Janeiro.